# 偉大なる歌謡曲に感謝 〜東京の唄〜
『WOWOW開局25周年記念 桑田佳祐 偉大なる歌謡曲に感謝 〜東京の唄〜』（ワウワウかいきょくにじゅうごしゅうねん くわたけいすけ いだいなるかようきょくにかんしゃ 〜とうきょうのうた〜）は、サザンオールスターズの桑田佳祐が出演したWOWOWの特別番組。2016年6月25日に放送。
同年8月11日に楽曲の解説が追加されたSP版をWOWOWで放送し、同年8月26日の23時 - 23時58分（58分）にフジテレビ系列にて地上波初放送をした。
同年11月30日にこの番組に新たな編集を加えパッケージ化した『THE ROOTS 〜偉大なる歌謡曲に感謝〜』がDVD・Blu-rayで発売された。

## 解説

### 番組概要
放送の1ヶ月以上前である2016年5月18日に本番組を放送することが発表された。開局25周年を迎えた「WOWOW」と還暦を迎えた「桑田佳祐」によるコラボであり、桑田自身のルーツである歌謡曲へのリスペクトを込めて、「東京」をテーマにした楽曲を選び、原曲を忠実に再現しながら歌唱する企画である。なお、放送日はサザンオールスターズのデビュー38周年記念日となる。
本番組の特設サイトも開設され、桑田のラジオ番組『桑田佳祐のやさしい夜遊び』とコラボされ、6月4日・11日・18日にラジオの番組内に設けられた特別コーナーで本番組で披露される楽曲の原曲の一部がオンエアされ、各放送日の翌日にスペシャルサイトにて、ラジオで紹介された楽曲の詳細解説がアップされた。また、番組収録時の写真や動画を掲載したり、日めくりカレンダーを設置して、放送日までのカウントダウンを実施した。
本番組をWOWOWで放送した際に視聴者から絶賛され、高いクオリティから話題が話題を呼ぶ形となり、「もう一度見たい」や、「見逃してしまった」、「もっとたくさんの人に見てほしい」などという声が殺到した。そのため、フジテレビでも放送された。番組のエンディングでBlu-ray・DVDとして発売されることが発表された。

### その他
ピアニストの島健が全20曲中18曲のアレンジを担当しており、桑田はこれについて「これは島さんありきの企画だから」と述べている。
フジテレビでは「赤坂の夜は更けて」「ウナ・セラ・ディ東京」「東京ドドンパ娘」「すみだ川」「男はつらいよ」「新宿の女」「新宿そだち」「紅とんぼ」「北国の春」「神田川」「東京砂漠」「東京」「悪戯されて」が放映された。エンディングでは「車屋さん」が前半部分まで流された。また、オープニングとエンディングには、謎の音楽評論家に扮した桑田とバーのマスターに扮した小野朗（桑田所属のスピードスターのレーベル長）によるコントが放送された。

## 演奏曲
- （）内はオリジナルの歌手、作品発売年。

1. 東京の屋根の下 （灰田勝彦、1949）
2. あゝ上野駅 （井沢八郎、1964）
3. 赤坂の夜は更けて （西田佐知子、1965）
4. 有楽町で逢いましょう （フランク永井、1957）
5. ウナ・セラ・ディ東京 （ザ・ピーナッツ、1964）
6. 東京ドドンパ娘 （渡辺マリ、1961）
7. 車屋さん （美空ひばり、1961）
8. すみだ川  （東海林太郎、1937）
9. たそがれの銀座 （黒沢明とロス・プリモス、1949）
10. 東京ナイト・クラブ （フランク永井・松尾和子、1959）
桑田と原由子のデュエットで歌唱された。
11. 男はつらいよ （渥美清、1970）
12. 新宿の女 （藤圭子、1969）
13. 新宿そだち （大木英夫・津山洋子、1949）
桑田とTIGERのデュエットで歌唱された[10]。
14. 紅とんぼ （ちあきなおみ、1988）
15. 北国の春 （千昌夫、1977）
16. 神田川 （かぐや姫、1973）
ボサノヴァを意識したアレンジが施されている[11]。
17. 東京砂漠 （内山田洋とクールファイブ、1976）
18. 唐獅子牡丹 （高倉健、1965）
19. 東京 （桑田佳祐、2002）
この番組のために新たにアレンジが施され、桑田のシングル「ヨシ子さん」初回限定盤に収録された。
20. 悪戯されて （桑田佳祐、2016）
ボーナストラック扱い。この番組の放送時点では桑田の未発表曲だったが、2016年10月23日に桑田のシングル「君への手紙」への収録が発表された[12]。2016年9月3日に放送された自身のラジオ番組『桑田佳祐のやさしい夜遊び』内で披露され、ラジオ初オンエアーされた[13]。

## THE ROOTS 〜偉大なる歌謡曲に感謝〜
『THE ROOTS 〜偉大なる歌謡曲に感謝〜』（ザ・ルーツ いだいなるかようきょくにかんしゃ）は、番組「WOWOW開局25周年記念 桑田佳祐 偉大なる歌謡曲に感謝 〜東京の唄〜」に新たな編集を加えパッケージ化した映像作品。2016年11月30日にDVDとBlu-rayで発売。発売元はタイシタレーベル / JVCケンウッド・ビクターエンタテインメント / SPEEDSTAR RECORDS。
本作は、パッケージ化を熱望する声も寄せられていたことから、Blu-rayとDVD化することが決定され、カバー18曲に加え、自身の楽曲「東京」、未発表の新曲「悪戯されて」も含め全20曲を完全収録する。また、Blu-ray・DVDの両方に初回限定盤と通常盤があり、初回限定盤には「悪戯されて」を収録した7インチレコード（B面は「東京ドドンパ娘」のスタジオセッションバージョン）と本作の解説本が同梱される。なお、CDショップで本作を予約、購入すると昭和歌謡のムードたっぷりのポスターが先着で進呈される。なお、ポスターには“タイシタレーベル”ではなく、“タイシタレコード”と記載されている。
解説本には、『ルーツミュージック マガジン』というタイトルがついており、内容は収録曲の全曲解説や、作品における楽曲アレンジを担当した島健のインタビューと、桑田本人のインタビューを掲載している。桑田がこの企画をやろうと思ったきっかけから、自身のルーツとして歌謡曲を自覚するに至った幼少の頃の原風景、サザンとしてデビューするまでが語られている。
2016年10月4日より、本作に収録されている「悪戯されて」「東京ドドンパ娘（TOKYO Big Band Session）」「神田川（TOKYO Big Band Session）」の3曲が全国のラジオ局でオンエアーが解禁された。
また、本作の発売日の1週間前である11月23日にシングル「君への手紙」が発売された（カップリングには「悪戯されて」を収録）。また、「君への手紙」の初回限定盤と同様に本作には、自身の年越しライブ『桑田佳祐 年越しライブ2016「ヨシ子さんへの手紙 ～悪戯な年の瀬～」』の最終日の公演の全国12都市で行われるライブビューイングの参加応募券が付属となる。本作と「君への手紙」の両方購入すると両作の応募券を使って抽選で2017名に“幸せの黄色いバッグ”がプレゼントされる。

## 映像関連
- 俺と桑田庵　番外編 【WOWOW25周年記念 桑田佳祐「偉大なる歌謡曲に感謝～東京の唄～」番宣ver.】 - YouTube
- 桑田佳祐 - 悪戯されて（from Blu-ray/DVD 『THE ROOTS ～偉大なる歌謡曲に感謝～』） - YouTube
- 桑田佳祐 - 悪戯されて（歌謡サスペンスビデオver. + 映像作品『THE ROOTS 〜偉大なる歌謡曲に感謝〜』トレーラー) - YouTube